# Seznam měst na Grenadě
Toto je seznam měst na Grenadě.
V následující tabulce jsou uvedena sídla nad 100 obyvatel, výsledky sčítání obyvatelstva z 12. května 1991, odhady počtu obyvatel k 1. lednu 2005 a správní jednotky (farnosti (parishes) a dependence), do nichž jednotlivá sídla náleží. Sídla jsou seřazena podle velikosti.
| Města na Grenadě | Města na Grenadě | Města na Grenadě    | Města na Grenadě   | Města na Grenadě | Města na Grenadě |
| Pořadí           | Město            | sčítání v roce 1991 | odhad pro rok 2005 | Farnost          |                  |
| ---------------- | ---------------- | ------------------- | ------------------ | ---------------- | ---------------- |
| 1.               | Saint George's   | 4 520               | 4 330              | Saint George     |                  |
| 2.               | Gouyave          | 3 070               | 3 378              | Saint John       |                  |
| 3.               | Grenville        | 2 250               | 2 476              | Saint Andrew     |                  |
| 4.               | Victoria         | 2 050               | 2 256              | Saint Patrick    |                  |
| 5.               | Saint Davids     | 1 200               | 1 321              | Saint Davids     |                  |
| 6.               | Sauteurs         | 1 200               | 1 320              | Saint Mark       |                  |
| 7.               | Hillsborough     | 700                 | 770                | Carriacou        |                  |
| 8.               | Belmont          | n/a                 | 287                | Saint George     |                  |
| 9.               | Grand Roy        | n/a                 | 286                | Saint John       |                  |
| 10.              | Calivigny        | n/a                 | 217                | Saint George     |                  |
| 11.              | Tivoli           | n/a                 | 172                | Saint Andrew     |                  |
| 12.              | Marquis          | n/a                 | 109                | Saint Andrew     |                  |